# Sergio Bergonzelli
Sergio Bergonzelli (Alba (Piemont), 25 d'agost de 1924 – Roma, 24 de setembre de 2002), va ser un director de cinema, muntador i guionista italià.
Va començar al cinema com a actor, amb el nom de Siro Carme; com a director va realitzar pel·lícules de diversos gèneres, com el spaghetti western o l'eròtic.

## Trajectòria artística

### Actor
Sergio Bergonzelli debuta com a actor en 1952, usant el pseudònim de Siro Carme. Enguany intervé en quatre pel·lícules: 
La storia del fornaretto di Venezia
dirigida per Giacinto Solito, cinema històric, La cieca di Sorrento dirigida per Giacomo Gentilomo, que revisava l'obra La cega de Sorrento de Francesco Mastriani, Io, Amleto, una comèdia de Giorgio Simonelli i per acabar Il brigante di Tacca del Lupo de Pietro Germi.
El 1953 apareix com a actor en cinc títols: Terra straniera, film dramàtic de Sergio Corbucci, Prima di sera, comèdia de Piero Tellini, Non è mai troppo tardi, pel·lícula alegòrica obra de Filippo Walter Ratti, Passione, film dramàtic de Max Calandri, 
La figlia del reggimento, comèdia dirigida per Tullio Covaz i Géza von Bolváry i 
Cristo è passato sull'aia, drama d'Oreste Palella.
El 1954 participa a la pel·lícula dramàtica Il prigioniero del re, coproducció italo-francesa de Giorgio Rivalta i Richard Pottier, i a Addio, mia bella signora! de Fernando Cerchio.
El 1957 realitza les seves dues últimes aparicions com a actor: Il momento più bello
dirigida per Luciano Emmer on interpreta al Sr. Mancini, i Giovanni dalle Bande Nere pel·lícula de gènere històric de Sergio Grieco.

### Director
Després de deixar d'actuar, Bergonzelli comença la seva activitat com a director al començament dels 60, amb la pel·lícula Gli avventurieri dei tropici. El 1964 Bergonzelli firma la seva segona pel·lícula, Jim il primo un western amb Ketty Carver, un western a la italiana, antecedent de la trilogia del dòlar de Sergio Leone.
En 1965 dirigeix un nou western a la italiana, amb la col·laboració en el guió de Bitto Albertini:Uno straniero a Sacramento, un western en el qual la crítica no aprecia massa mèrits. En 1966 dirigeix i signatura el guió, de nou al costat de Bitto Albertini, de M M M 83 Missione morte molo 83, canviant per complet de gènere, Bergonzelli no se cenyiria a cap en particular en aquests inicis de la seva carrera. Torna al gènere western amb la realització d' El Cisco, protagonitzada per William Berger, encara que en aquest cas Bergonzelli s'ocupa en exclusiva del guió. Després del díptic de cinema de pirates format per Surcouf, l'eroe dei sette mari i Il grande colpo di Surcouf, Bergonzelli signarà en 1967 un nou spaghetti western en plena eclosió del subgènere: Una colt in pugno al diavolo.
El 1968, amb Silvia e l'amore, Bergonzelli pren contacte amb un gènere al qual tornaria de manera habitual com el cinema eròtic a la italiana. El mateix any és el responsable d'una altra pel·lícula amb rerefons eròtic, amb aparença de pseudo-documental: Le dieci meraviglie dell'amore. El 1969 escriu el film d'aventures I disperati a Cuba, l'any següent signatura un mediocre film giallo-eròtic titulat Nelle pieghe della carne.
Des d'aquest últim film, i fins al final de la seva carrera, Bergonzelli roda en general cinema eròtic, encara que amb diverses excuses argumentals.
El 1971 roda un film dramàtic amb abundants escenes eròtiques: Io Cristiana studentessa degli scandali, amb guió i direcció de Bergonzelli; l'any següent signatura el guió del spaghetti western de León Klimovsky
Su le mani cadavere! Sei in arresto.
El 1973 realitza una pel·lícula de sèrie B de tema religiós amb rerefons eròtic, tema recurrent del cinema italià en aquella època:Cristiana monaca indemoniata.
Després d'un parèntesi de dos anys, Bergonzelli torna en 1975 amb la comèdia eròtica
La cognatina. En 1976 realitza el film eròtic Taxi Love, servizio per signora. Bergonzelli roda a l'any següent altres dues comèdies eròtiques: La sposina i 
Il compromesso erotico. Bergonzelli contínua actiu durant finals dels 70 i la dècada dels 80, signant una desena de títols més com a director; en 1982 participa com a guionista en l'exòtica coproducció La amante ambiciosa, thriller eròtic protagonitzat per María José Cantudo. La seva última realització va sere Malizia oggi (1990), on va comptar amb la pornostar Valentine Demy.

## Filmografia
Actor
- La storia del fornaretto a Venezia (1952)
- La cieca di Sorrento (1952)
- Io, Amleto (1952)
- Il brigante di tacca del lupo (1952)
- Terra straniera (1952)
- Die tochter der kompanie) (1953)
- Non è mai troppo tardi (1953)
- Passione (1953)
- Prima di sera (1953)
- Cristo è passato sull'aia (1953)
- Il prigioniero del re (1954)
- Addio mia bella signora (1954)
- Il momento più bello (1957)
- Giovanni dalle Bande Nere (1957)

Director
- Gli avventurieri dei tropici (1960)
- Jim il primo (1964)
- Uno straniero a Sacramento (1965)
- MMM, Missione Morte Molo 83 (1966)
- Surcouf, l'eroe dei sette mari, codirigida amb Roy Rowland (1966)
- Il grande colpo di Surcouf (1966)
- El Cisco (1966)
- Una colt in pugno al diavolo (1967)
- Silvia e l'amore (1968)
- Le dieci meraviglie dell'amore (1968)
- Nelle pieghe della carne (1970)
- Io Cristiana studentessa degli scandali (1971)
- Cristiana monaca indemoniata (1972)
- La cognatina (1975)
- Il compromesso...erotico - Menage a quattro (1975)
- Taxi Love, servizio per signora (1976)
- La sposina (1976)
- Il compromesso erotico (1976)
- Porco mondo (1978)
- Diamond Connection (1978)
- Daniela mini-slip (1979)
- La trombata (Quattro ladroni a caccia di milioni) (1979)
- La mondana nuda (1980)
- Apocalipsis sexual (1982)
- Corri come il vento Kiko (1982)
- Joy (1983)
- Tentazione (1987)
- Delirio di sangue (1988)
- Malizia oggi (1990)

Guionista
- Gli avventurieri dei tropici (1960)
- Uno straniero a Sacramento (1965)
- MMM Missione Morte Molo 83 (1966)
- El Cisco (1966)
- Una colt in pugno al diavolo (1967)
- Silvia e l'amore (1968)
- Le dieci meraviglie dell'amore (1968)
- I disperati di cuba (1969)
- Nelle pieghe della carne/Las endemoniadas (1970)
- Io Cristina, studentessa degli scandali/Cristina, adolescente pervertida (1971)
- Su le mani, cadavere! Sei in arresto, dirigida per León Klimovsky (1971)
- Cristiana monaca indemoniata (1973)
- Taxi Love -servizio per signora (1976)
- La sposina (1976)
- Il compromesso erotico (1976)
- Porco mondo (1978)
- La amante ambiciosa (1982)
- Corri come il vento Kiko (1982)
- Joy (1983)
- Tentazione (1987)
- Malizia oggi (1990)

Muntador
- Nelle pieghe della carne (1970)
- Io Cristina, studentessa degli scandali (1971)
- Corri come il vento Kiko (1982)
- Tentazione (1987)